# Antonio di Anghiari

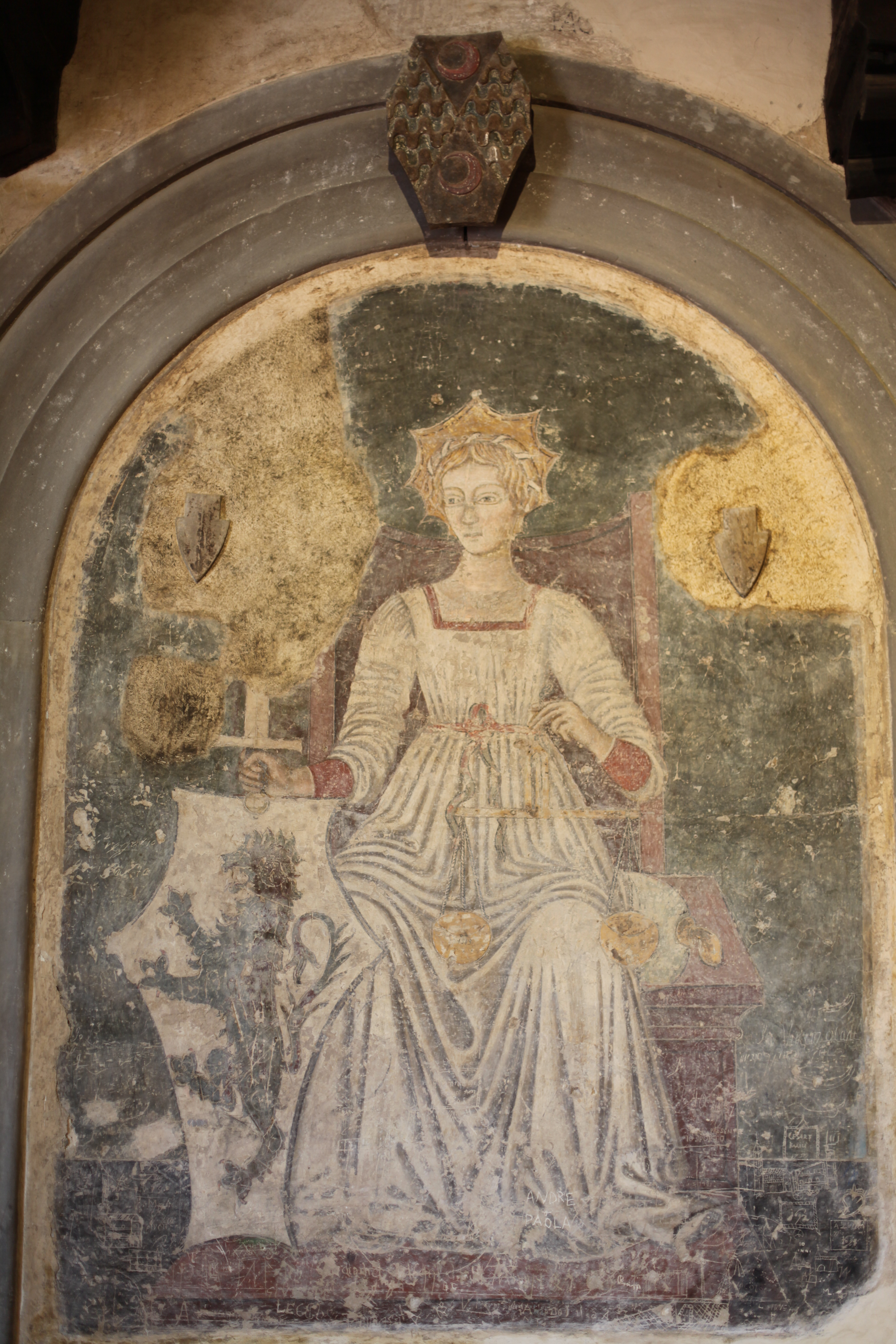
Giustizia (1460), affresco, Palazzo Pretorio, Anghiari.

Antonio de' Giovanni di Anghiari, noto comunemente come Antonio di Anghiari o Maestro Antonio (Anghiari, ... – ...; fl. XV secolo), è stato un pittore, orafo e artigiano italiano descritto come "ritardato pittorello goticheggiante" dallo storico dell'arte Roberto Longhi per il suo stile ancora gotico in questo primo periodo rinascimentale.

## Biografia
Antonio di Anghiari era esperto nell'arte della preparazione delle tinture, un artista a tutto tondo, decorava pareti, tingeva stoffe, dipingeva su stendardi e stemmi per i signori e vescovi della regione. Aveva bottega a Borgo Sansepolcro (Toscana) come testimonia un pagamento del 27 maggio 1430 per la pittura di stendardi e bandiere con le insegne del Comune e del governo papale, posti sopra una porta delle mura. Antonio era associato a un calzolaio che preparava le stanghe per fissare gli stendardi con strisce di cuoio. Il suo nome era Benedetto de' Franceschi, il quale affidò ad Antonio, negli anni Trenta del Quattrocento, il figlio Piero come apprendista, che sarebbe diventato il famoso Piero della Francesca . Quest'ultimo apprese i primi rudimenti della pittura e fu anche suo assistente per un certo periodo , legame attestato da un documento sul pagamento del 21 ottobre 1436 relativo ad un ordine di stemmi e stendardi dei governatori pontifici per le porte e le torri di Borgo San Sepolcro, su cui, accanto al nome di Antonio d'Anghiari, compare quello di Piero della Francesca. Come attesta anche un documento, ad Antonio d'Anghiari fu commissionata nel 1430 una pala d'altare per la Chiesa di San Francesco in Borgo Sansepolcro: tale lavoro non fu mai eseguito da lui, ma dal Sassetta sette anni dopo.

## Opere
- Giustizia (1460), affresco conservato al pian terreno del Palazzo Pretorio in Anghiari.
- Madonna in trono con Bambino e due Santi (anni 30 del XV sec.), rinvenuto in un antico edificio nella frazione Falcigiano di Santa Fiora (Sansepolcro) e oggi conservato nel Museo Civico.
- Santi Cavalieri guardiani della Porta Clausa e Crocifissione tra Santi, affreschi posti sulla parete tra la Cappella Catenacci e la Cappella Tavanti nella Basilica di San Francesco (Arezzo).